# Leo Oldenburger
Leo Oldenburger (Emmen, 16 november 1965) is een Nederlands televisiepresentator en schrijver van sport- en muziekboeken.

## Werkzaamheden
Oldenburger werkt landelijk als sportcommentator voor ESPN en SBS Sport. Ook werkte hij voor Eurosport, Sport1 en de voormalige zender Sport 7. Vanaf 1997 werkte hij voor SBS6 als voetbal en dartscommentator. Tegenwoordig is hij vaste commentator voor Nederlandse en Europese voetbalwedstrijden bij ESPN. Voor deze zender is hij ook zo nu en dan te horen bij wedstrijden in de NHL, bijvoorbeeld tijdens de Stanley Cup-finale. Hij was ook actief als ijshockeycommentator bij Eurosport tijdens de Olympische Spelen van 2022.
Jarenlang werkte hij voor het radiostation KX Radio en geldt hij als liefhebber van alternatieve muziek. Sinds januari 2022 werkt hij als disc-jockey bij Radio Veronica.
Ook gaf Oldenburger commentaar bij de wedstrijden van het Nederlands voetbalelftal en was hij de commentator bij het jaarlijkse televisieprogramma Domino Day van 2001 tot 2010.

## Schrijver en zanger
Leo Oldenburger is schrijver van een aantal boeken over sport en muziek. Hij debuteerde met De Stem van Oranje (2004) en daarna volgden Darts: een kroegspelletje verovert Nederland (2006) en Turfstekers in Oranje (2009). In 2017 verscheen Het Grote Keepersboek, een boek voor keepers tussen 8 en 14 jaar. Een jaar later bracht hij het boekKeepers zijn gek uit. In 2019 verscheen zijn boek Stappen & Scoren over cult-voetballer Piet Keur en in 2020 schreef hij samen met Yoeri van den Busken het boek 1 van de 11.  In 2022 kwam zijn boek over Mariska Veres en de band Shocking Blue uit onder de naam And Venus Was Her Name. In 2024 bracht Oldenburger het boek Henny Vrienten uit over de overleden zanger van popgroep Doe Maar en in 2025 100 Jaar Emmenaar, een boek met anekdotes over voetbalvereniging Emmen, dat in 1925 werd opgericht. 
Ook heeft Oldenburger zich meerdere jaren ingezet voor Radio Emmen en  KX Radio en was hij in het verleden zanger in de band The Charlies.

## Bestseller 60
| Boeken met noteringen in de Nederlandse Bestseller 60 | Jaar van verschijnen | Datum van binnenkomst | Hoogste positie | Aantal weken | Opmerkingen                   |
| ----------------------------------------------------- | -------------------- | --------------------- | --------------- | ------------ | ----------------------------- |
| Henny Vrienten                                        | 2024                 | 29-05-2024            | 56              | 1            | biografie over Henny Vrienten |